# آندری کووالنکو
آندری کووالنکو (روسی: Андрей Николаевич Коваленко؛ زادهٔ ۷ ژوئن ۱۹۷۰) بازیکن هاکی روی یخ اهل روسیه بود.
از باشگاه‌هایی که در آن بازی کرده‌است می‌توان به مونترآل کانادینز، ادمونتون اویلرز، و فیلادلفیا فلایرز اشاره کرد.